# Dieter Knoch
Dieter Knoch (* 31. Oktober 1936 in Berlin) ist ein deutscher Studiendirektor, Biologe, Naturschützer und Träger des Bundesverdienstkreuzes.

## Leben
Dieter Knoch wurde 1936 in Berlin geboren. Er kam im Zuge der Kinderlandverschickung 1941 nach St. Blasien, wo er 1955 das Abitur am Kolleg St. Blasien machte. An der Universität Freiburg studierte Knoch für das Lehramt die Fächer Biologie, Chemie und Geographie, wo er seine Staatsexamensarbeit mit dem Titel Die Waldgesellschaften und ihre standörtliche Gliederung im südöstlichen Schwarzwald ablegte. Danach war er bis zu seiner Pensionierung Gymnasiallehrer am Emmendingener Goethe-Gymnasium.
Knoch wohnt in Emmendingen.

## Arten- und Naturschützer
Dieter Knoch gehört zu den Pionieren des Naturschutzes und Artenschutzes im südbadischen Raum. Er ist ein Vermittler des Naturschutzes durch Vorträge, Pilzausstellungen sowie pflanzen- oder vogelkundliche Wanderungen. In zahlreichen Publikationen hat Knoch die naturkundliche Bedeutung der Landschaften am Oberrhein, im Schwarzwald und auf der Baar aufgezeigt und deren Schutz eingefordert.
Bereits als Gymnasiast hat er sich mit der Natur des Schwarzwalds, besonders mit der Ornithologie beschäftigte. So war er 1954, also im Alter von 17 Jahren, ehrenamtlicher Beringer der Vogelwarte Radolfzell. 1959 gründete er mit anderen Ornithologen die Fachschaft für Ornithologie im Badischen Landesverein für Naturkunde und Naturschutz, die zwischenzeitlich als eigener Verein dem NABU angehört.
Neben der Ornithologie hat sich Knoch besonders intensiv mit der Pilzkunde befasst und ist in mykologischen Fachkreisen nicht nur als Kenner der Schleierlinge (Cortinarius) weit über sein Arbeitsgebiet im Schwarzwald und der Rheinebene hinaus bekannt. Im engeren Wirkungskreis um Emmendingen ist er als Begründer der Pilzberatung Emmendingen bekannt geworden, die er von 1967 bis 2007 leitete. Um 1970 war Knoch aushilfsweise Ausbildungsleiter der Schwarzwälder Pilzlehrschau in Hornberg und vertrat in dieser Zeit deren Begründer Max Hetzel.
In den 1980er Jahren war Knoch an der Erstellung der Roten Liste der Großpilze Baden-Württembergs beteiligt, die in ihrer 2. Fassung von 1984 noch heute Grundlage für den Artenschutz ist.
Auch bei der pilzfloristischen Kartierung Baden-Württembergs, die ihren Niederschlag im Artenschutz-Grundlagenwerk Die Großpilze Baden-Württembergs fanden, war Knoch wesentlich beteiligt ebenso wie er Daten für die Grundlagenwerke Die Vögel Baden-Württembergs und Die Farn- und Blütenpflanzen Baden-Württembergs beigesteuert hat.
Im September 1975 organisierte Knoch die 9. Mykologische Dreiländertagung der Deutschen Gesellschaft für Pilzkunde in Emmendingen. Bei der einwöchigen Tagung, zu der sich deutsche Pilzkundler mit Mitgliedern des Schweizerischen Vereins für Pilzkunde sowie der Österreichischen Mykologischen Gesellschaft traditionell treffen, fanden Vorträge im Goethe-Gymnasium, vor allem aber Exkursionen in die Laubmischwälder der Emmendinger Vorbergzone, in den Südschwarzwald (Hinterzartener Moor, Bannwald Conventwald), die Eichen-Hainbuchenwälder der Freiburger Bucht sowie in die Rheinauen bei Weisweil statt.
Knoch ist jedoch nicht nur im Artenschutz aktiv, hier insbesondere bei Vögeln und Pilzen, er verlor nie den übergeordneten Biotopschutz aus dem Blick. So hat er 1973 als Initiator des Naturlehrpfades „Rund um das Horbacher Moor“ die Konzeption für dieses Moorgebiet entwickelt und war in Ende der 1980er Jahre Mitarbeiter bei der Einrichtung des Kreismuseums St. Blasien, wo er die Konzeption und Gestaltung der Abteilung Vegetation-Tierwelt-Landschaft-Naturschutz übernommen hat. Bemerkenswert ist sein Wirken als Lehrer, wo er unter anderem auf dem Gelände des Gymnasiums 1984 einen Schulbiotop anlegte. 1986 hat er wesentliche Beiträge zur Biotopausstellung des Landkreises Emmendingen geleistet, die in den Räumen der Landwirtschaftsschule Hochburg bei Emmendingen ausgerichtet worden war.
Knoch war von 1976 bis 1990 ehrenamtlicher Naturschutzbeauftragter im Landkreis Emmendingen. Außerdem war er neben anderen ehrenamtlichen Tätigkeiten von 1970 bis 1986 zweiter Vorsitzender des Badischen Landesvereins für Naturkunde und Naturschutz.
Im November 1990 wurde Knoch auf Vorschlag des Landesnaturschutzverbandes Baden-Württemberg mit dem Bundesverdienstkreuz am Bande „für seine Leistungen zum Schutz der Natur sowohl im Hochschwarzwald als auch im Landkreis Emmendingen“ ausgezeichnet.

## Ehrungen
- 1990: Verdienstkreuz am Bande der Bundesrepublik Deutschland
- 2006: NABU-Ehrennadel in Gold[15]
- 2016: Ehrenmitglied des Badischen Landesvereins für Naturkunde und Naturschutz

## Schriften
Knoch veröffentlichte seit 1954 mehr als 60 Artikel in Naturzeitschriften, Schriften des Schwarzwaldvereins, Buchbeiträge und Bücher.
Auswahl
- 2014: Helmut Kaiser †. Naturschutz am südlichen Oberrhein. 7:269-270.
- 2014: Helmut Kaiser : ein großer Kenner der heimischen Vogelwelt ist gestorben. Schriften des Vereins für Geschichte und Naturgeschichte der Baar. 57:193-197
- 2013: Karl Westermann, Dieter Knoch, Elisabeth Westermann & Gerhard Geis: Die Moore im Oberen Hotzenwald : weitläufiges, bedrohtes Netz von nationaler Bedeutung ; ein Restitutionsprogramm von NABU und Schwarzwaldverein. In: Naturschutz am südlichen Oberrhein. 7:1-128.
- 2013: mit Günter Saar: Pilzreicher Spätherbst am südlichen Oberrhein. Südwestdeutsche Pilzrundschau 49:33-39.
- 2010: mit Volkmar Wirth, Michael Lüth und Albert Reif: Nachruf auf Georg Philippi (1936–2010), den hervorragenden Botaniker und Bryologen aus Freiburg. Mitt. bad. Landesver. Naturkunde und Naturschutz. N.F. 21(1):165-177.
- 2010: Herbstliche Pilz-Aspekte in den Wäldern der Südwest-Baar: ein Beitrag zur Pilzflora zwischen Göschweiler und Bräunlingen. Schriften des Vereins für Geschichte und Naturgeschichte der Baar 53:111-128.
- 2008: mit Manfred Matzke: Pilze der Mooswälder. In: Die Mooswälder – Natur- und Kulturgeschichte der Breisgauer Bucht. 1. Auflage. Lavori. ISBN 978-3-935737-55-5, S. 173–191.
- 2008: mit Leopold Schrimpl: 40 Jahre Pilzberatungsstelle in Emmendingen 1967–2007. Südwestdeutsche Pilzrundschau 44(2):87-88.
- 2006: mit Günter Saar: Pilze der Buchenwälder am Schönberg. In: Der Schönberg – Natur- und Kulturgeschichte eines Schwarzwald-Vorberges. 1. Auflage. Lavori. S. 101–116.
- 2004: Die Vogelwelt. In: Wälder, Weiden, Moore: Naturschutz und Landnutzung im Oberen Hotzenwald. Verlag Regionalkultur, Heidelberg, ISBN 3-89735-268-0, S. 263–306.
- 2004: Pilzflora der Wälder. In: Wälder, Weiden, Moore: Naturschutz und Landnutzung im Oberen Hotzenwald. Verlag Regionalkultur, Heidelberg, ISBN 3-89735-268-0, S. 423–440.
- 2003: Neufunde der Sumpf-Stendelwurz (Epipactis palustris) im Oberen Hotzenwald. In: Der Hotzenwald. Natur und Kultur einer Landschaft im Südschwarzwald. 1. Auflage, Lavori. ISBN 978-3-935737-44-9, S. 67–74.
- 2003: mit Volker Dorka: Der Sperlingskauz (Glaucidium passerinum) im Oberen Hotzenwald. In: Der Hotzenwald. Natur und Kultur einer Landschaft im Südschwarzwald. 1. Auflage. Lavori. ISBN 978-3-935737-44-9, S. 131–141.
- 2003: Der Dreizehenspecht (Picoides tridactylus) – neuer Brutvogel im Oberen Hotzenwald. In: Der Hotzenwald. Natur und Kultur einer Landschaft im Südschwarzwald. 1. Auflage. Lavori. ISBN 978-3-935737-44-9, S. 141–144.
- 2000: Beeren und Libellen: der Naturlehrpfad „Rund um das Horbacher Moor“ bei St. Blasien. Regio-Magazin 17: 20-23.
- 1999: mit Folkwin Geiger: Vegetation. In: Der Landkreis Emmendingen. Bd. I:79-84, Sigmaringen Thorbecke. ISBN 3-7995-1361-2
- 1999: Natur- und Landschaftsschutz. In: Der Landkreis Emmendingen. Bd. I:85-90, Sigmaringen Thorbecke. ISBN 3-7995-1361-2
- 1998: Ein Beitrag zur Fauna der einzelnen Naturräume. In: Die Naturschutzgebiete im Regierungsbezirk Freiburg. S. 99–116. Sigmaringen Thorbecke. ISBN 3-7995-5171-9.
- 1998: Wolfgang Homburger (Hrsg.) unter Mitarbeit von Dieter Knoch et al.: Kaiserstuhl, Rheinauen, Schwarzwaldvorberge. Verlag Rombach Freiburg. ISBN 3-7930-0538-0.
- 1995: Dieter Knoch (Mitarb.): Zwischen Kandel und Kaiserstuhl: Begegnungen mit Land und Leuten im Landkreis Emmendingen. Volker Watzka (Hrsg.) – Emmendingen:Landratsamt Emmendingen. ISBN 3-926556-09-9
- 1995: Zum Vorkommen kalkliebender Pilze auf Gneisstandorten des südöstlichen Schwarzwaldes. In: Carolinea – Beiträge zur naturkundlichen Forschung in Südwestdeutschland. Band 53. Karlsruhe 1995, S. 243–250 (zobodat.at [PDF; 3,6 MB; abgerufen am 19. April 2023]).
- 1995: mit Günter Saar: Interessante Cortinarienfunde am Schönberg bei Freiburg. Südwestdeutsche Pilzrundschau 31:26-30.
- 1994: Naturlehrpfad „Rund um das Horbacher Moor“ : errichtet von der Gemeinde Dachsberg. 3. überarb. Auflage. St. Blasien MBM Dr.-Team, 35 S.
- 1992: Dieter Knoch (Autor) & Walter Gruber (Fotografie): Titisee und seine Umgebung. 1. Auflage. Freiburg Rombach. ISBN 3-7930-0591-7, 60 S.
- 1991: Pilzschutz und Waldbau am Beispiel des Schönbergs bei Freiburg (Breisgau). Beiträge z. Kenntnis d. Pilze Mitteleuropas VII:11-15.
- 1989: Säugetiere im Belchengebiet. – In: Der Belchen im Schwarzwald. Geschichtl.-naturkundl. Monographie des schönsten Schwarzwaldberges. – Die Natur- und Landschaftsschutzgebiete Bad. Württ. Bd. 13, S. 1159–1165.
- 1989: Die Vögel des Belchengebietes.  – In: Der Belchen im Schwarzwald. Geschichtl.- naturwiss. Monographie des schönsten Schwarzwaldberges. – Die Natur- und Landschaftsschutzgebiete Bad. Württ. Bd. 13, S. 1131–1158.
- 1988: 20 Jahre Pilzberatung in Emmendingen – Zum Jubiläum eine Pilzschutzausstellung. – Südwestdeutsche Pilzrundschau 24, 2, S. 49.
- 1988:  Grauerlen-Auen im oberen Albtal. – Standorte einer bemerkenswerten Flora. – In: Heimat am Hochrhein. Jahrbuch des Landkreises Waldshut, Südkurier-Verlag, Konstanz 1989, S. 196–202.
- 1988: Tierwelt, Naturschutz und Landschaftspflege. – In: Markgräflerland. Wanderbücher des Schwarzwaldvereines Bd. 6, 2. Auflage, Rombach Verlag, Freiburg (1. Auflage 1971), S. 60–72.
- 1988: Pflanzenwelt. – In: Markgräflerland. Wanderbücher des Schwarzwaldvereines Bd. 6, 2. Auflage, Rombach Verlag, Freiburg (1. Auflage 1971), S. 43–59.
- 1986: Erich Oberdorfer zum 80. Geburtstag. Mitt. bad. Landesver. Naturkunde u. Naturschutz N.F. 14, S. 13-16 (zobodat.at [PDF]).
- 1985: Vielfältige Vegetation der St. Blasier Landschaft.  – 100 Jahre Schwarzwaldverein St. Blasien (Festschrift), S. 45–47.
- 1985: Pilzflora im Landkreis Waldshut. Faszination und Gefährdung.  – In: Heimat am Hochrhein.  Jahrbuch des Landkreises Waldshut, Südkurier-Verlag, Konstanz 1986, S. 48–55.
- 1984: Cortinarius xanthophyllus Cke., Goldblättriger Klumpfuß . – Südwestdeutsche Pilzrundschau 20, 1, S. 8–10.
- 1984: Beobachtungen aus der heimischen Vogelwelt. – 100 Jahre Schwarzwaldverein Bad Säckingen (Festschrift), S. 65–70.
- 1983: Die Moore des Hotzenwaldes. Zeugen der Eiszeit mit besonderer Flora. – In: Jahrbuch des Landkreises Waldshut 1984, S. 81–86, Südkurier-Verlag Konstanz.
- 1983: Vielfältige Natur unserer Heimat. 100 Jahre Schwarzwaldverein Emmendingen (Festschrift), S. 33–37.
- 1982: Hygrophorus arbustivus FR., Mehlstieliger Schneckling. – Südwestdeutsche Pilzrundschau 18, 2, S. 16–17.
- 1981: Naturschutz und Landschaftspflege. – In: Der Kreis Emmendingen, K. Theiss-Verlag, Stuttgart, S. 62–69.
- 1981: Vielfältige Vegetation und Tierwelt. – In: Der Kreis Emmendingen, K. Theiss-Verlag, Stuttgart S. 43–61.
- 1980: Tierwelt. – In: Der hohe Schwarzwald. Wanderbücher des Schwarzwaldvereines 4, Rombach-Verlag, Freiburg, S. 103–119.
- 1979: Erwin Hungerer (1892–1976). Mitt. bad. Landesver. Naturkunde u. Naturschutz N.F. 12, S. 157-159 (zobodat.at [PDF]).
- 1976: Pilzsammelverbot im Schwarzwald. – Schweiz. Zeitschr. f. Pilzkunde 54, H. 12, S. 177–178.
- 1976: Pilzfunde der Gattung Phlegmacium (Schleimköpfe) in Südbaden (II) . – Mitt. bad. Landesver. Naturkunde u. Naturschutz N.F. 11, S. 311-319.
- 1976: Tierwelt. – In: Kaiserstuhl-Rheinauen-Schwarzwaldvorberge. – Wanderbücher des Schwarzwaldvereins 9, 78-89. – Verlag Rombach, 2. Auflage, Freiburg 1989.
- 1975: mit Hanns Burckhardt: Beitrag zur Holzpilzflora der Rheinauenwälder im Taubergießengebiet. In: Das Taubergießengebiet. Die Natur- und Landschaftsschutzgebiete Baden-Württembergs Bd. 7, S. 180–190.
- 1975: Die Tierwelt zwischen Feldberg und Hochrhein. – In: Der Kreis Waldshut, K. Theiss-Verlag, 2. Auflage, Stuttgart 1979, S. 51–57.
- 1974: Naturlehrpfad „Rund um das Horbacher Moor“. – Verlag E. Parkkoin, 2. Auflage, Freiburg 1978, 32 S.
- 1973: Pilzkundliche Exkursion in die Oberrheinebene bei Forchheim-Weisweil am 1. 10. 1972. – Mitt. bad. Landesver. Naturkunde u. Naturschutz N.F. 11, S. 55-58.
- 1972: Pilzkundliche Exkursion in die Baar (Wutachgebiet) am 26. 9. 1971. – Mitt. bad. Landesver. Naturkunde u. Naturschutz N.F. 10, S. 773-776.
- 1972: Pilzfunde der Gattung Phlegmacium (Schleimköpfe) in Südbaden (I) . – Mitt. bad. Landesver. Naturkunde u. Naturschutz N.F. 10, S. 499-508.
- 1972: Pilzkundliche Exkursion in den Südschwarzwald am 20. 9. 1970. Mitt. bad. Landesver. Naturkunde u. Naturschutz N.F. 10, S. 635-638.
- 1970: Pilzkundliche Exkursion in die Emmendinger Vorbergzone am 21. 9. 1969. – Mitt. bad. Landesver. Naturkunde u. Naturschutz N.E 10, S. 431-434.
- 1970: Verbreitung und Ökologie der Alpenringdrossel (Turdus torquatus alpestris) im Schwarzwald. – Mitt. bad. Landesver. Naturkunde u. Naturschutz N.F. 10, S. 363-373.
- 1966: Zur Verbreitung und Ökologie des Rauhfußkauzes (Aegoleus funereus L.) im Südschwarzwald. – Mitt. bad. Landesver. Naturkunde u. Naturschutz N.F. 9, S. 85-95.
- 1962: Die Waldgesellschaften und ihre standörtliche Gliederung im südöstlichen Schwarzwald (St. Blasier Gebiet). – Unveröffentlichte Staatsexamensarbeit, 67 S.
- 1960: Beobachtungen an einer Brut des Rauhfußkauzes (Aegoleus funereus L.) in künstlicher Nisthöhle im Hochschwarzwald. – Ornithologische Mitteilungen, 7, S. 125–131.
- 1959: Über das Vorkommen der Zippammer (Emberiza cia cia L.) in Südbaden und ihre Biotopansprüche. – Mitt. bad. Landesver. Naturkunde u. Naturschutz N.F. 7, S. 385-388.
- 1954: Etwas über die Vogelwelt St. Blasiens. – Kollegbrief St. Blasien, S. 69–70.